# Winneba
Winneba tradycyjnie znane jako Simpa, jest historycznym miastem rybackim w Ghanie, leży na południowym wybrzeżu 35 mil na zachód od Akry i 90 mil na wschód od Cape Coast. Populacja według danych z roku 2003 wynosiła 40.017. Mieszkańcy miasta znani są jako Simpafo albo Effutufo. Jest stolicą dystryktu Awutu/Effutu/Senya w Regionie Centralnym. Miasto założył Osimpam Bondzie Abe I, który osiedlił się tam około roku 1400. W czasie ery kolonialnej Winneba odgrywała rolę miasta portowego między Europą i Złotym Wybrzeżem.